# Zach Miller (football américain, 1985)
Pour les articles homonymes, voir Zach Miller et Miller.
(en) Statistiques sur pro-football-reference
Zach Miller (né le 11 décembre 1985 à Tempe dans l'État d'Arizona aux États-Unis) est un joueur américain de football américain qui évoluait au poste de tight end.

## Biographie

### Carrière universitaire
Il a joué au niveau universitaire pour les Sun Devils de l'Université d'État de l'Arizona de 2004 à 2006. En trois saisons, il réalise un total de 144 réceptions pour 1 512 yards ainsi que 14 touchdowns. À sa troisième saison universitaire, il est nommé au sein de l'équipe All-America qui regroupe les meilleurs joueurs universitaires du pays en plus de faire partie des finalistes du John Mackey Award du meilleur tight end de la NCAA.

### Carrière professionnelle
Il se déclare éligible à la draft 2007 de la NFL et est sélectionné en 38e position par les Raiders d'Oakland. Nommé parmi les titulaires en début de saison, il se démarque durant sa première saison professionnelle en réceptionnant 44 passes pour 444 yards par la voie des airs.
Lors des trois saisons suivantes, il mène les Raiders sur les réceptions et durant la saison 2010, il est sélectionné pour le Pro Bowl en tant que remplaçant à Antonio Gates, blessé.
Le 2 août 2011, il signe un contrat de 5 ans avec les Seahawks de Seattle pour un montant 34 millions de dollars, dont 17 millions garantis. Il aide les Seahawks à remporter le Super Bowl XLVIII face aux Broncos de Denver.
Lors de la saison 2014, il ne joue que trois matchs durant la saison à cause d'une blessure à la cheville. Le 6 mars 2015, il est libéré par les Seahawks après avoir échoué les tests médicaux.

## Statistiques
| Année              | Équipe              | MJ                 |     | Passes réceptionnées | Passes réceptionnées | Passes réceptionnées | Passes réceptionnées |       | Courses | Courses | Courses | Courses |  | Fumbles | Fumbles |
| Année              | Équipe              | MJ                 | Nb. | Yards                | Moy.                 | TD                   | Nb.                  | Yards | Moy.    | TD      | Nb.     | Perdus  |  |         |         |
| 2007               | Raiders d'Oakland   | 16                 | 44  | 444                  | 10,1                 | 3                    | -                    | -     | -       | -       | 2       | 2       |  |         |         |
| 2008               | Raiders d'Oakland   | 16                 | 56  | 778                  | 13,9                 | 1                    | -                    | -     | -       | -       | 0       | 0       |  |         |         |
| 2009               | Raiders d'Oakland   | 15                 | 66  | 805                  | 12,2                 | 3                    | -                    | -     | -       | -       | 0       | 0       |  |         |         |
| 2010               | Raiders d'Oakland   | 15                 | 60  | 685                  | 11,4                 | 5                    | -                    | -     | -       | -       | 1       | 0       |  |         |         |
| 2011               | Seahawks de Seattle | 15                 | 25  | 233                  | 9,3                  | 0                    | -                    | -     | -       | -       | 0       | 0       |  |         |         |
| 2012               | Seahawks de Seattle | 16                 | 38  | 396                  | 10,4                 | 3                    | -                    | -     | -       | -       | 1       | 1       |  |         |         |
| 2013               | Seahawks de Seattle | 14                 | 33  | 387                  | 11,7                 | 5                    | -                    | -     | -       | -       | 0       | 0       |  |         |         |
| 2014               | Seahawks de Seattle | 3                  | 6   | 76                   | 12,7                 | 0                    | -                    | -     | -       | -       | 0       | 0       |  |         |         |
| Totaux en carrière | Totaux en carrière  | Totaux en carrière | 328 | 3 804                | 11,6                 | 20                   | -                    | -     | -       | -       | 4       | 3       |  |         |         |